# Aleuritopteris speciosa
Aleuritopteris speciosa är en kantbräkenväxtart som beskrevs av Ren-Chang Ching och S. K. Wu. Aleuritopteris speciosa ingår i släktet Aleuritopteris och familjen Pteridaceae. Inga underarter finns listade.